# トラップ (サッカー)
サッカーにおいてトラップ(Trap)とは飛んできたボールを身体の一部（手を除く）で受け止めて、自分の意思でコントロールして次の動きを行いやすい位置にボールを移動させること。ファーストタッチ、ファーストコントロールとも言う。ただ受け止めるのみのプレイはストッピングと呼んで区別する。浮き球に対するトラップでは足や腿、脛などに加え、腹や胸、頭等も頻繁に使われる。トラップを上手く行うことでパスやシュート、ドリブルといった次のプレーに素早く移れ、優位に立つことが出来る。逆にトラップに失敗してボールが離れてしまうと敵にボールを奪われる可能性が高くなる。ボールの勢いを完全に殺して足元にコントロールしてボールを自分の支配下に置いたり、トラップでボールを移動させて敵のいないスペースにコントロールしたりと状況に応じて使い分ける。地味な技術であるが、特に選手が密集している中盤から前線において味方からのパスを受けるために重要な技術である。また、トラップを行わずに直接パスやシュートなどを行うことをワンタッチプレーと呼ぶ。

## 語源
元々はウェッジコントロールのことであり、ウェッジコントロールがボールに罠（トラップ）を掛けて捕まえるような動作であることからトラップと呼ばれるようになった。現在ではクッションコントロールなども含み、ボールを受け止めコントロールする技術という意味で使われている。

## トラップ技術

### ウェッジコントロール
足首と地面の間にある角度をつくってボールコントロールする技術のこと。足の裏、インサイド、アウトサイドなどの部位で飛んできたボールを斜め上から被せるように地面に押さえつける。主にグラウンダーで飛んできたボールに対して使用する。

### クッションコントロール
ボールに当たる瞬間に足や体を引いてボールの勢いを減らすことでボールコントロールする技術のこと。トラップでボールを移動させるにはボールの勢いを殺し切らずに少し跳ね返らせることでコントロールする。主に浮き球に対して使用する。

## トラップが上手い選手
トラップには柔らかいボールタッチが必要であり、トラップを得意とする選手の多くはテクニシャンと形容されるような高いボールコントロール技術を持った選手であることが多い。
- ドラガン・ストイコビッチ
- ロベルト・バッジョ
- デニス・ベルカンプ
- リバウド
- ジネディーヌ・ジダン
- 小野伸二
- ロナウジーニョ
- アンドレス・イニエスタ
- リオネル・メッシ
- 三笘薫